# 研究データ同盟
研究データ同盟（けんきゅうデータどうめい、略称:RDA、英語:Research Data Alliance）は、2019年9月に、アメリカ国立科学財団、欧州委員会、オーストラリア国立データサービスの合意の下で設立されたコンソーシアムである。

## スローガン
RDAのスローガンは”Data Sharing without Barriers”であり、地球規模で研究データを共有する基盤を作ること、また異分野の研究データを統合することで新たな知見を生み出す運動のことである。

## 組織と運営

### 参加資格
資格は個人に対して与えられた、参加を希望する全てのものに与えられる。

### 運営
組織は理事会と各参加研究者によって提言された分科会によって構成されている。尚、分科会の設立は参加者の誰でも行うことができる。